# Ministerio de Salud (Gaza)
El ministerio de Salud de Gaza es el organismo público encargado de atender las cuestiones administrativas relacionadas con el servicio de salud en la Franja de Gaza. El cargo es ejercido actualmente por Mufiz al-Makhalalati, que tomó posición en septiembre de 2012, a raíz de la reorganización del gobierno de Hamás en la Franja.
Basem Naim fue el primer titular en 2007.